# Реалізм (міжнародні відносини)

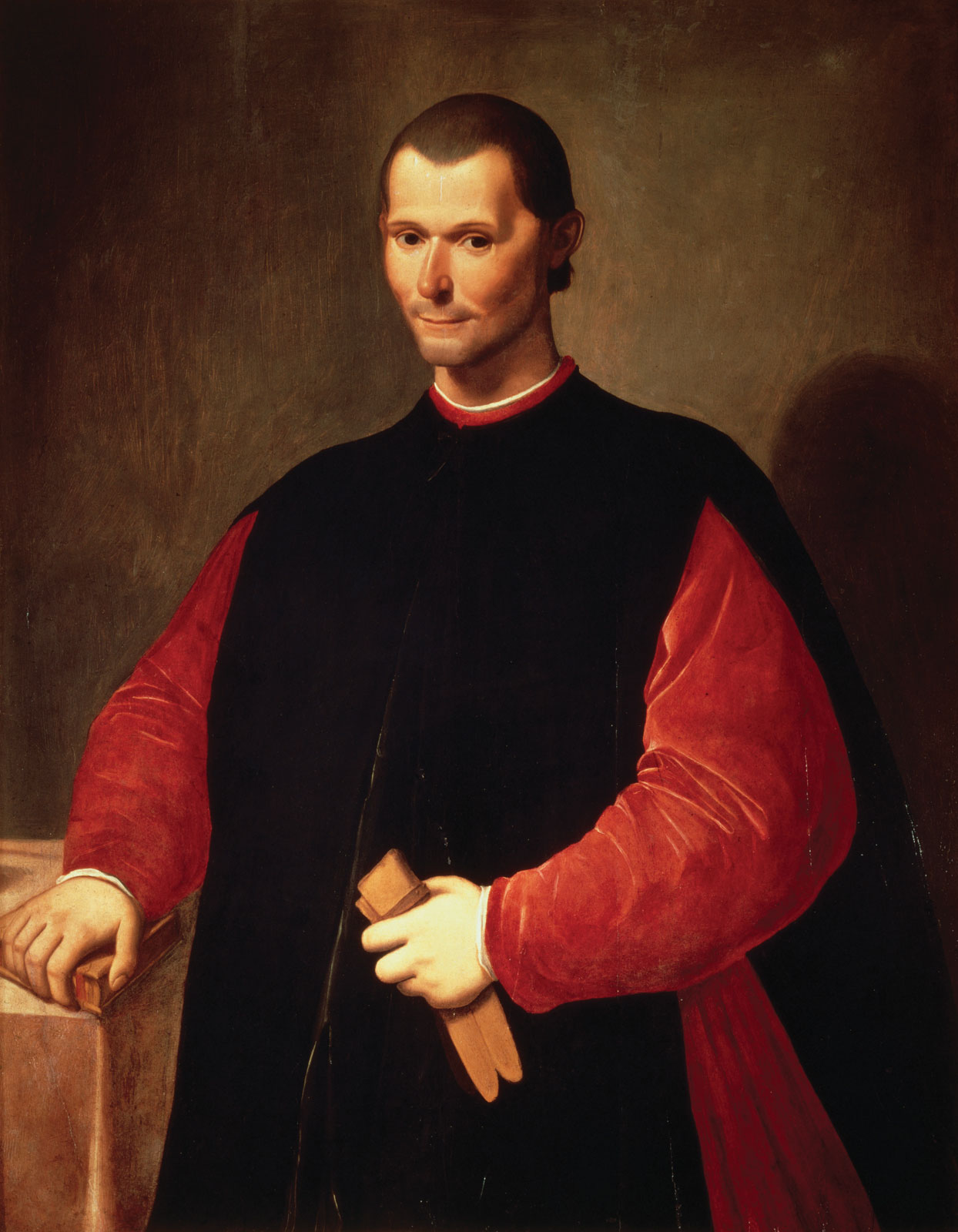
Праця Нікколо Мак'явеллі «Державець» є антецедентною у думці реалістів

Реалі́зм — це напрям у теорії міжнародних відносин, який теоретично формує мистецтво управління державою в реальній політиці раннього нового періоду в Європі. Незважаючи на велику різноманітність предмету думки, реалізм можна вважати втіленням віри в те, що зрештою світова політика завжди і обов'язково є конфліктним полем серед акторів, які переслідують жагу до влади. Грубо кажучи, реалісти бувають трьох видів у тому, що вони беруть на себе джерело нескінченного конфлікту. Класичні реалісти вірять у людську природу політики, неореалісти зосереджуються на структурній частині державної системи — анархії, неокласичні реалісти вважають, що це результат поєднання двох певних внутрішніх змінних. Реалісти також не погоджуються з тим, який вид дій повинні застосовувати держави для того, щоб керувати світовою політикою, поділяючись (хоча більшість реалістів є поза цими групами) на дві категорії: оборонний реалізм і наступальний реалізм. Реалісти також стверджували, що реалістський підхід є видимим в історії політичної думки починаючи з античності, включаючи Фукідіда, Томаса Гоббса та Нікколо Мак'явеллі.
Джонатан Хеслем, професор Кембриджського університету, схарактеризував реалізм як «спектр ідей». Незважаючи на визначення, яке використовується, теорія реалізму обертається навколо чотирьох центральних тверджень:
- держави радше є центральними акторами в міжнародній політиці, аніж окремі особи або міжнародні організації;
- міжнародна політична система є анархічною, бо не існує наднаціонального союзу, який міг би нав'язувати правила іншим державам;
- актори в міжнародній політичній системі є раціональними та максимізують їхні власні інтереси;
- окрім захисту власних інтересів, держави є також самозабезпеченими.

Реалізм часто асоціюють з реальною політикою, бо обидва поняття базуються на гонці, володінні та застосуванні сили. Проте реальна політика є старшою розпорядчою директивою, обмеженою політикою, в той час як реалізм є окремою парадигмою або ширшою теоретичною і методологічною структурою, яка має на меті описати, пояснити і, зрештою, спрогнозувати події в галузі міжнародних відносин. Теорії реалізму протиставляють кооперативним ідеалам лібералізму.

## Загальні припущення
Реалізм є традицією в міжнародній теорії, яка базується на чотирьох твердженнях:
- Міжнародна система є анархічною.
  - Не існує актора-наддержави, який зміг би регулювати взаємодії держав.
  - Ніхто не може нав'язувати стосунки з іншими державами, кожна держава вирішує це питання самостійно.

- Держави є найвпливовішими акторами.
- Усі держави в системі є одиничними, раціональними акторами.
  - Держави мають тенденцію дотримуватися власних інтересів.
  - Групи докладають зусиль, щоб отримувати якомога більше ресурсів.
- Першочергово держави зацікавлені у своєму виживанні.
  - Держава створює військову силу, щоб вижити, що може призвести до безпекової дилеми.

Отже, реалісти вважають, що людство, по суті, не є доброзичливим, а швидше егоцентричним та конкуруючим. Цей погляд, який поділяють такі теоретики як Томас Гоббс, вважає людську природу егоцентричною (не обов'язково егоїстичною) і конфліктною, якщо тільки не існує умови, за якої люди можуть співіснувати. Існує поширене переконання того, що інтуїтивна природа індивіда походить з анархії. Стосовно власного інтересу ці індивіди є самовпевненими і мотивовані у пошуку більшої сили. Також вони вважаються лякливими. Цей погляд є відмінним від підходу лібералізму доміжнародних відносин.
Держава підкреслює зацікавленість у накопиченні потужності для забезпечення безпеки в анархічному світі. Сила є концепцією, яка перш за все вважається, з точки зору матеріальних ресурсів, необхідною для заподіяння шкоди або примусу щодо інших держав (боротися і вигравати війни). Використання сили робить акцент на тактику примусу: бути прийнятним або здійснювати щось у національних інтересах чи уникати чого-небудь ворожого для них.
У реалізмі держава є найважливішим актором. Вона є унітарною і автономною, тому що говорить і діє сама за себе. Під силою держави розуміється її військовий потенціал.
Ключовою концепцією реалізму є міжнародний розподіл сили, який називається полярністю систем. Полярність відноситься до числа блоків держав, які здійснюють владу в міжнародній системі. Багатополярна система складається з трьох або більше блоків, біполярна система складається з двох блоків, а в однополярній системі домінує одна влада чи гегемон.
Під поняттям однополярності реалізм вбачає держави, які об'єднуються разом для того, щоб виступити проти гегемона та відновити баланс сил. Хоча за реалізмом усі держави бачать гегемонію як єдиний спосіб забезпечити свою власну безпеку, інші держави в системі спонукають до того, щоб запобігти появі гегемона через балансування.
Держави використовують раціональну модель прийняття рішень через отримання та подання повної і точної інформації. Держава є суверенною і керується національним інтересом, коли йдеться про силу. Позаяк єдиним обмеженням міжнародної системи є анархія, не існує міжнародного авторитету, і держави самі забезпечують власну безпеку.
Реалісти вважають, що суверенні держави є головними акторами в міжнародній системі, і особлива увага надається великим державам, оскільки вони мають найбільший вплив на міжнародній арені. Міжнародні інститути, міжнародні неурядові організації, транснаціональні корпорації, окремі особи та інші субдержавні або трансдержавні суб'єкти розглядаються як такі, що мають незначний вплив на міжнародній арені. Держави є по своїй суті агресивними (за наступальним реалізмом) і/або одержимі безпекою (за оборонним реалізмом), і територіальна експансія обмежується тільки конфронтуючою державою (державами). Це агресивна позиція, проте вона призводить безпекової дилеми, при цьому посилення своєї безпеки може призвести до ще більшої нестабільності, коли конфронтуюча держава будує власні озброєння у відповідь (гонка озброєнь). Таким чином, безпека стає нульовою сумою гри, де можуть бути зроблені тільки відносні вигоди.
Реалісти вважають, що не існує універсальних принципів, за якими всі держави можуть діяти. Замість цього держава повинна завжди бути в курсі дій сусідніх держав та використовувати прагматичний підхід щодо вирішення проблем у міру їх виникнення.

## Реалізм у дипломатії
Сучасні реалісти:
- Генрі Кіссинджер[4];
- Збігнєв Бжезінський;
- Брент Скоукрофт;
- Ганс Моргентау.

Ідеї роботи Джорджа Фроста Кеннана як дипломата і дипломатичного історика залишаються актуальними для дискусій щодо американської зовнішньої політики, яка з 19-го століття характеризується переходом від батьків-засновників школи реалізму до ідеалістичної, або Вільсонівської, школи міжнародних відносин. У традиції реалістів єдиним визначальним фактором є те, що безпека ґрунтується на принципі балансу сил і залежності від моралі, проте в управлінні державою це вважається недоцільним. Згідно з Вільсонівським підходом, з іншого боку, поширення демократії за кордоном засобами зовнішньої політики є ключовим і мораль є загальнообов'язковою. За часів президентства Білла Клінтона американська дипломатія відображала Вільсонівську школу до такої міри, що ті, на користь реалістичного підходу, уподібнили політику Клінтона до соціальної роботи. На думку Кеннана, чия концепція американської дипломатії була заснована на підході реалістів, такий моралізм без урахування реалій влади і національних інтересів приречений на провал і заподіє шкоду Америці.
Реалісти часто вважають, що державні діячі прагнуть до реалізму, тоді як реалізм є досить непопулярним серед населення. Коли державні діячі вживають заходів, які відволікають від політики реалістів, академічні реалісти часто стверджують, що це відбувається через перекручування, які випливають з внутрішньої політики. Проте деякі дослідження показують, що політика реалістів має популярність серед населення, тоді як еліти більш зобов'язані ліберальним ідеям.

## Історичні напрями
Оскільки до Другої світової війни реалізм не був окремим напрямом у міжнародних відносинах, його основні припущення були висловлені в ранніх роботах:
- Джорджа Фроста Кеннана (політика стримування);
- Ніколаса Спайкмена (геостратегія, політика стримування);
- Германа Кана (ядерна стратегія);
- Едварда Галлетта Карра.

Сучасний реалізм почав своє становлення в Сполучених Штатах під час і після Другої світової війни. Еволюція реалізму частково завдячує і європейським військовим мігрантам, таким як Ганс Моргентау.

### Класичний реалізм
Класичний реалізм стверджує, що людська природа штовхає держави діяти таким чином, щоб ставити власні інтереси вище за ідеологію. Класичний реалізм є ідеологією, яка визначає, що «жага до сили і воля до панування є корінними аспектами людської природи».

### Ліберальний реалізм, або Англійська школа
Англійська школа вважає, що міжнародна система, яка є по своїй суті анархічною, утворює «суспільство держав», де загальні норми й інтереси забезпечують порядок та стабільність. Видатний письменник англійської школи Хедлі Булл у 1977 році написав книгу «Анархічне суспільство», яка є однією з ключових тверджень цієї позиції.
Видатні ліберальні реалісти:
- Хедлі Булл;
- Мартін Вайт;
- Баррі Бузан.

### Неореалізм, або структурний реалізм
Неореалізм походить від класичного реалізму, за винятком того, що замість людської природи, його увага зосереджена переважно на анархічній структурі міжнародної системи. Держави є головними дійовими особами, тому що не існує єдиної наддержави. У той час як держави залишаються головними акторами, більша увага зосереджується на силах вищих або нижчих за держави, які досліджуються через рівні аналізу або дискусію про «суб'єктивізм» і «психологізм». Міжнародна система розглядається як структура, що діє на держави з окремими особами нижче рівня держави, яка виконує функції органу у державі в цілому.
Неореалізм акцентує увагу на сталості конфлікту. З метою забезпечення державної безпеки держави повинні постійно бути готовими до конфлікту на основі економічного і військового забезпечення.
Видатні неореалісти:
- Роберт Дж. Арт — неореалізм ;
- Роберт Джервіс — наступальний реалізм;
- Кеннет Ніл Волтц — структурний реалізм;
- Стівен Волт — оборонний реалізм (defensive);
- Джон Міршаймер — наступальний реалізм (offensive);
- Роберт Гілпін — теорія гегемонії.

### Неокласичний реалізм
Неокласичний реалізм може розглядатись як третє покоління реалізму, яке йде за авторами «першої хвилі» (Фукідід, Нікколо Мак'явеллі, Томас Гоббс) і неореалістами (Кеннет Ніл Волтц).
Його означення як «неокласичний» має подвійне значення:
- він пропонує класику ренесанс;
- це синтез неореалізму і класичних підходів реалістів.

Уперше цей термін у своїй книзі ввів Гідеон Роуз.
За основу розвитку неокласичного реалізму був узятий факт, що неореалізм був тільки корисним для пояснення політичних результатів (класифікується як «теорія міжнародної політики»), але не знайшлося визначення для поведінки конкретних держав (або «теорії зовнішньої політики»). Основним завданням для цих авторів було «уточнити, а не спростувати Кеннета Волтца» шляхом додавання внутрішніх змінних, що лежать між системними стимулами і рішеннями зовнішньої політики держави. Отже, основною теоретичною архітектурою неокласичного реалізму є:
- розподіл влади в міжнародній системі (незалежна змінна);
- внутрішнє сприйняття системи і/або внутрішніх стимулів (проміжна змінна);
- рішення зовнішньої політики (залежна змінна).

У той час як неокласичний реалізм використовувався тільки для теорій зовнішньої політики, Рендал Швелер зазначив, що він може бути також корисним для пояснення політичних результатів.
Неокласичний реалізм є особливо привабливим з дослідницької точки зору, оскільки він досі зберігає багато теоретичної строгості, які Волтц приніс до реалізму, але в той же час може включати контент-аналіз, бо його основним методом перевірки теорій є відслідковування тематичних досліджень.
Видатні неокласичні реалісти:
- Рендал Швелер;
- Томас Дж. Крістенсен;
- Вільям Волфорт;
- Аарон Фрідберг;
- Норрін Ріпсман;
- Фарід Закарія;
- Том Дайсон;
- Джонатан Кіршнер.

### Лівий реалізм
Деякі вчені, у тому числі Марк Леффі зі школи східних і африканських досліджень і Рональд Осборн з Університету Південної Каліфорнії, виступали за ідею «лівого реалізму» в теорії міжнародних відносин з особливим акцентом на роботі Ноама Чомскі. Леффі й Осборн запропонували в окремих статтях в огляді міжнародних досліджень, що погляд Чомскі на владу в міжнародній сфері відображає аналітичні припущення класичного реалізму в поєднанні з радикально моральною, нормативною, або «лівою», критикою держави.

### Реалістський конструктивізм
Деякі бачать взаємодоповнюваність реалізму і конструктивізму. Наприклад, Семюел Баркін вважає, що «реалістський конструктивізм» може плідно "вивчити взаємозв'язок між нормативними структурами, носіями політичної моралі та використанням сили так, як це не роблять існуючі підходи. Крім того, Дженніфер Стерлінг-Фолкер стверджував, що теоретичний синтез допомагає поясненню міжнародної грошово-кредитної політики шляхом об'єднання акценту реалізму щодо анархічної системи з ідеї конструктивізму щодо важливих факторів внутрішнього рівня. Також з ідеями реалістського конструктивізму пов'язують таких вчених як Одед Левенхайм і Нед Лебов.

## Критика

### Демократичний мир
Теорія демократичного миру відстоює те, що реалізм не можна відносити до демократичних відносин держав одна з одною, бо їх дослідження стверджують, що такі держави не воюють між собою. Проте реалісти і прихильники інших шкіл аргументують це тим, що дослідження повинні створити нові визначення «війни» і «демократії» для того, щоб досягти бажаного результату.

### Федералізм
Термін відноситься до теорії або пропаганди федералізму, де авторитет розподілений між підрозділами і центром. На відміну від унітарної держави, суверенітет конституційно ділиться між принаймні двома територіальними рівнями разом з тим, що одиниці на кожному рівні мають право остаточного рішення і можуть діяти незалежно один від одного в якійсь області. Громадяни, таким чином, мають політичні зобов'язання перед двома органами. Розподіл повноважень між суб-блоком і центром може змінюватися. Як правило, центр має повноваження щодо оборони та зовнішньої політики, але підрозділи можуть також мати міжнародну роль. Суб-блоки можуть також брати участь у центральних органах.
Основною ідеєю федералізму є те, що відносини, які об'єднують держави, повинні бути встановлені відповідно до загальної системи права. Конфлікти і розбіжності повинні бути вирішені мирним шляхом, а не шляхом примусу або війни. Найбільш важливий аспект полягає у визначенні того, що різним установам необхідно мати справу з різними видами політичних питань.

### Пост-реалізм
Пост-реалізм передбачає, що реалізм є формою соціальної, наукової та політичної риторики. Він закриває, а не відкриває дебати про те, що є насправді і що може бути реальним у міжнародних відносинах.
Видатні пост-реалісти:
- Френсіс Бір;
- Джеймс Дер Деріан;
- Роберт Харіман;
- Майкл Джозеф Шапіро.